# لعان
لِعان یا مُلاعِنه مراسمی در فقه و حقوق اسلامی است که در آن زن و شوهر با رعایت تشریفات خاصی یکدیگر را لعنت می‌کنند. به این نحو که شوهر با سوگندهای ویژه‌ای به زن خود نسبت زنا دهد و همسرش با سوگندهای مشابهی اتهام شوهرش را رد کند. با تحقق لعان زن و شوهر از یکدیگر جدا شده و ازدواج دوبارهٔ آن‌ها تا اَبَد ممنوع است.
لعان زمانی شروع می‌شود که مردی به همسر خود نسبت زنا دهد یا فرزندی را که زن به دنیا آورده از خود نفی کند. آنگاه شوهر باید در حضور حاکم شرع چهار بار ادعای خود را با ذکر سوگند تکرار کند و بار پنجم اعلام کند: «لعنت خدا بر من اگر دروغگو باشم». سپس زن چهار بار قسم می‌خورد که مرد دروغ می‌گوید و بار پنجم اعلام می‌کند: «خشم خدا بر من اگر او راست گفته باشد». پس از انجام این مراسم نکاح فسخ شده و زن و شوهر از یکدیگر جدا می‌شوند. زن برای همیشه بر شوهر حرام می‌شود و ازدواج دوبارهٔ آن دو ممکن نیست. اگر موضوع لعان نفی فرزند باشد، فرزندی که مورد لعان واقع شده متعلق به شوهر قلمداد نمی‌شود. همچنین حد از هر دو ساقط می‌شود، یعنی نه شوهر به‌دلیل قذف و اتهام زنا تازیانه می‌خورد و نه زن به دلیل زنا سنگسار می‌شود.
کاربرد لعان در جایی است که شوهر زنای همسر خود را مشاهده کرده ولی امکان اثبات آن را ندارد و در صورتی که زنای او را فاش کند به اتهام قذف هشتاد ضربه شلاق می‌خورد. در این وضعیت مرد می‌تواند با انجام مراسم لعان همسر خود را رها کند و فرزندی را که متعلق به مرد دیگری است از خود نفی کند.

## ادله
به لعان در آیات ۶ تا ۹ سورهٔ نور اشاره شده‌است:
و کسانی که زنان خود را به زنا متهم می‌کنند و شاهدی جز خود ندارند، شهادت هر یک از آنها را چهار بار شهادت است به نام خدا که از راستگویان است. و بار پنجم بگوید که لعنت خدا بر او باد اگر از دروغگویان باشد. و اگر آن زن چهار بار به خدا سوگند خورد که آن مرد دروغ می‌گوید، حد از او برداشته می‌شود. و بار پنجم بگوید که خشم خدا بر او باد اگر مرد از راستگویان باشد

## در قوانین
قانون مدنی ایران در ماده ۸۸۲ و ۸۸۳ و ۱۰۵۲ به لعان اشاره کرده‌است. در مادهٔ ۸۸۲ به ارث نبردن زن و شوهر از یکدیگر و فرزند مورد لعان قرار گرفته از پدر اشاره کرده و در مادهٔ ۸۸۳ به رجوع از لعان که موجب می‌شود فرزند از پدر ارث ببرد، اما از خویشاوندان پدری همچنان ارث نمی‌برد، اشاره کرده‌است. در مادهٔ ۱۰۵۲ هم آمده: «تفریقی که با لعان حاصل می‌شود، موجب حرمت ابدی است.» که به ممنوعیت همیشگی ازدواج مجدد دو طرف اشاره دارد. البته این نهاد حقوقی در عمل متروک است و اصولاً استفاده‌ای از آن نمی‌شود.

## احکام لعان
احکام لعان در فقه شیعه:.
- شوهر باید زنای همسرش (آمیزش جنسی از جلو یا پشت) را به چشم خود دیده باشد.
- زنی که لعان می‌شود باید همسر دائمی مرد باشد.
- زنی که مشهور به زنا است را نمی‌توان لعان کرد.
- در صورتی که زن از انجام لعان خودداری کند به حد زنا محکوم می‌شود، همینطور اگر مرد از لعان خودداری کند به حد قذف محکوم می‌شود.
- در موردی که مرد بتواند زنای زن را ثابت کند، فرزندی که بر اثر زنا به دنیا آمده همچنان متعلق به او خواهد بود مگر آنکه با انجام لعان آن را از خود نفی کند.
- در صورتی که زن کر و لال باشد، لعان با قذف زن از سوی شوهر تحقق پیدا می‌کند.

## رجوع از لعان
رجوع از لعان ممکن است. یعنی پدر می‌تواند بعداً فرزند ملعون را از خود بداند و این باعث می‌شود که مثل گذشته (قبل از لعان) فقط پسر از پدر ارث ببرد لیکن از ارحام پدری و همچنین پدر و ارحام پدری از پسر ارث نمیبرند